# Porter and Moss
Le « Porter and Moss », en référence aux noms des deux auteures Bertha Porter et Rosalind Moss, est parfois considéré comme la « Bible » des égyptologues.
Un des outils de recherche les plus importants pour les égyptologues et archéologues a été pendant de nombreuses années la publication de cet ouvrage, Topographical Bibliography of ancient Egyptian Hieroglyphic Texts, Reliefs, and Paintings, conçu par Adolf Erman dans la dernière décennie du XIXe siècle.
Francis Llewellyn Griffith a réellement démarré le projet alors qu'il était au British Museum, par l'embauche de Bertha Porter, une bibliographe professionnelle. En préparation de son nouvel emploi, Bertha Porter a étudié les hiéroglyphes avec Griffith et plus tard avec le professeur Kurt Sethe à Göttingen. N'ayant jamais visité l'Égypte elle-même, elle dépendait entièrement sur des publications, des photographies et des dessins ainsi que des vérifications par des tiers dans le domaine. Elle a rassemblé et organisé les références sur lesquelles toute l'entreprise serait établi.
Le travail a été long et difficile, et en 1924, Bertha Porter a pris en tant qu'assistant une autre élève du professeur Griffith, Rosalind Moss. Rosalind Moss était une femme énergique, anthropologue confirmée, qui était prête à se rendre en Égypte pour entreprendre la vérification des informations à publier dans leur premier volume : La nécropole thébaine (1927). Leur collaboration fructueuse a continué jusqu'à la retraite de Bertha Porter en 1929, date à laquelle Rosalind Moss a poursuivi le projet, produit sept volumes, y compris largement augmentés de l'édition révisée de l'original.

## Publication
Topographical Bibliography of Ancient Egyptian Hieroglyphic Texts, Reliefs, and Paintings
- Volume I. The Theban Necropolis, Oxford, 1927.
- Volume II. Theban Temples. Oxford, 1929.
- Volume III. Memphis (Abu Rawash to Dahshur), Oxford, 1931.
- Volume IV. Lower and Middle Egypt, Oxford, 1934.
- Volume V. Upper Egypt: Sites. Oxford, 1939.
- Volume VI. Upper Egypt: Chief Temples (excluding Thebes), Oxford, 1939.

Réédition
- Volume I, second edition (assisted by Ethel W. Burney) The Theban Necropolis,
  - Part 1. Private Tombs, Oxford, 1960
  - Part 2. Royal Tombs and Smaller Cemeteries. Oxford, 1964.
- Volume II, second edition (assisted by Ethel W. Burney) Theban Temples (revised and augmented), Oxford, 1972.
- Volume III, second edition (assisted by Ethel W. Burney) Memphis (second edition revised and augmented by Jaromir Málek).
  - Part 1. Abu Rawash to Abusir, Oxford, 1974.
  - Part 2. Saqqara to Dahshur, Oxford, 1981.